# Gabriel Loser
Gabriel Loser (* 14. Oktober 1701 in Reutenen in der Herrschaft Wasserburg; † 22. März 1785 in St. Gallen) war ein Laienbruder im Kloster St. Gallen. Er war massgeblich an der Planung der barocken Stiftskirche sowie der Stiftsbibliothek und der Neuen Pfalz beteiligt.

## Leben
Gabriel Loser wurde am Tag seiner Geburt in der Pfarrkirche St. Georg in Wasserburg auf den Namen Anton getauft. Sein Vater Johann, ein Bauer, starb drei Monate zuvor, am 4. Juli 1701. Seine Mutter hiess Margaretha, geborene Wezler. Die weitere Familiengeschichte ist unbekannt. Ebenso ist unklar, ob er vor dem Eintritt ins Kloster eine Schule besuchte oder eine Holzhandwerksausbildung erhielt. Am 14. September 1733 legte er unter Fürstabt Joseph von Rudolphi im Kloster St. Gallen die Profess ab. In der eigenhändig geschriebenen Professurkunde nennt er sich Bruder Gabriel.
Unter dem folgenden Fürstabt, Cölestin Gugger von Staudach, wurden repräsentative Gebäude im barocken Stil errichtet. In den Bauakten jener Zeit taucht Bruder Gabriel häufig auf. Für den Kunsthistoriker Hans Martin Gubler war er zu wenig fassbar. Albert Knoepfli, ein anderer Kunsthistoriker, hob ihn jedoch aus dem Schatten der Baumeister Peter Thumb und Johann Caspar Bagnato. Die beiden Meister gelten als Architekten der Stiftskirche, während Gabriel Loser mit seinem Kirchenmodell von 1751/52 an der Planung beteiligt war.

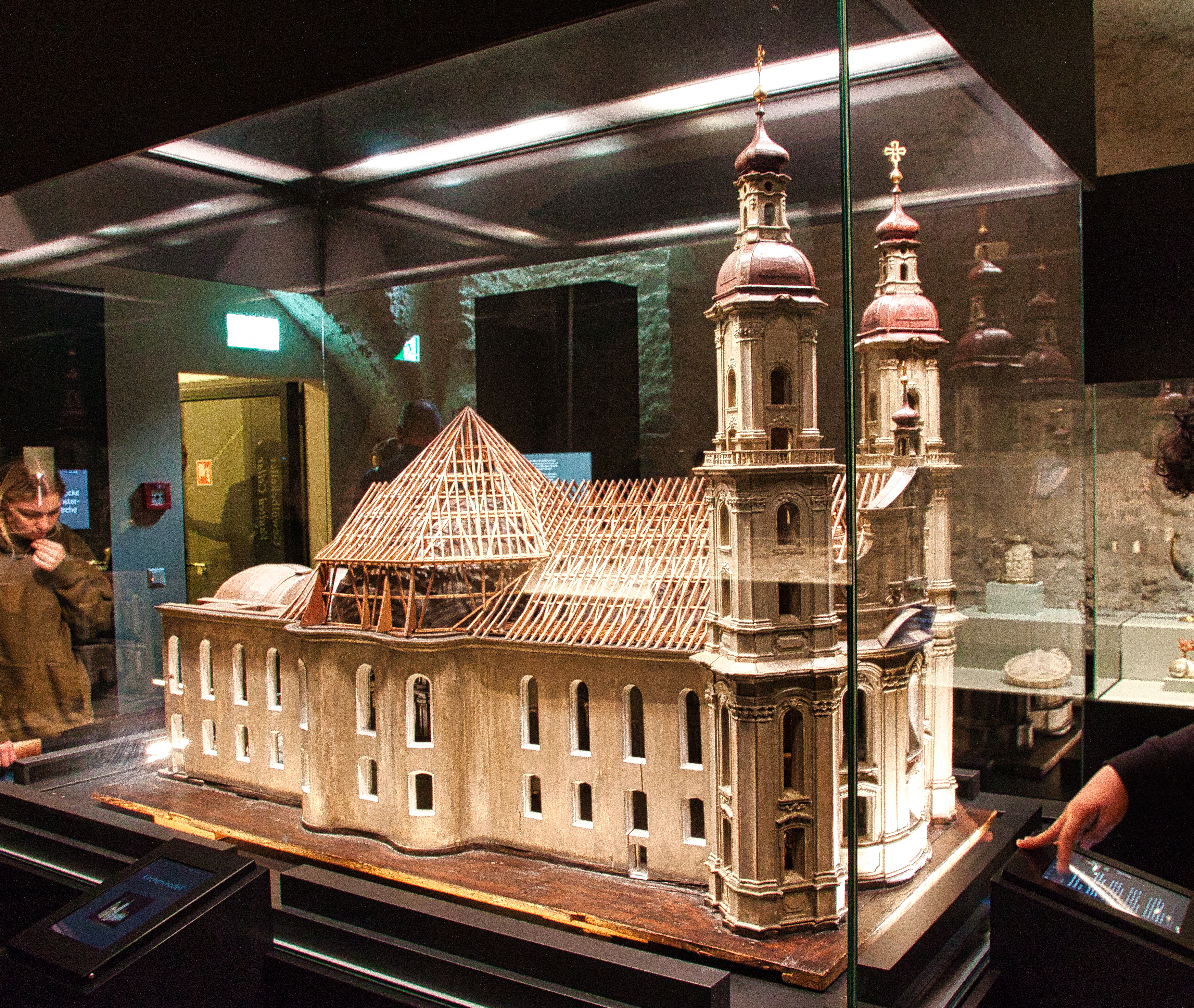
Das Kirchenmodell von Klosterbruder Gabriel Loser

Das im Auftrag des Fürstabtes gebaute Modell bildete 1752 die Grundlage für ein Gutachten bei Franz Joseph Salzmann. Obwohl dieser die Umsetzbarkeit negativ beurteilte, gingen die Neubaupläne weiter. Bei der Ausführung ab 1755 wurden Modifizierungen in der Konstruktion der Kuppel und der Gewölbe vorgenommen. Die Türme wurden nicht übereck, sondern in gerader Flucht an die Längsfassaden angefügt.

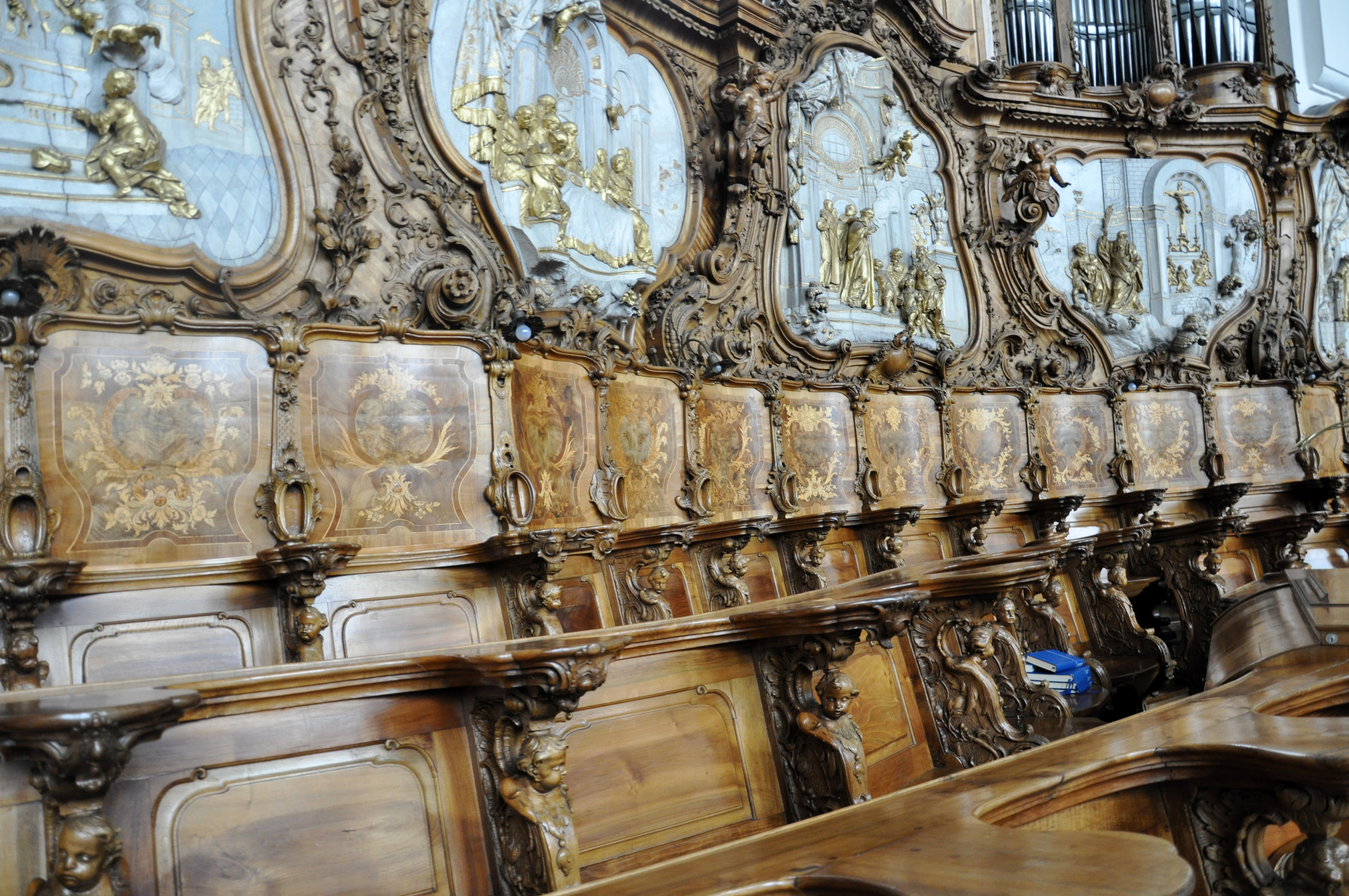
Chorgestühl in der Stiftskirche: Von Gabriel Loser stammen die Dorsual-Intarsien aus Lindenholz

An der Ausstattung der Kirche beteiligte sich Loser in den 1760er Jahren mit Holzbildhauereien für das Chorgestühl und die Sakristei. Unter anderem schuf er für die beiden Seiten des Mönchsgestühls je 16 Dorsual-Intarsien aus Nussbaumholz. 1764/65 gestaltete er zusammen mit Mitarbeitern die Holzverkleidung an den Wänden des barocken Bibliothekssaals, darunter Intarsien und Schnitzereien wie das Wappen von Fürstabt Cölestin Gugger von Staudach. Im Handschriftenkabinett der Stiftsbibliothek befinden sich an den Schranktüren von ihm geschaffene Intarsien mit 118 Darstellungen aus antiken Mythen. Als Vorlagen für den Intarsienschmuck dienten in der Bibliothek vorhandene Werke von Jakob Gronovius oder Bernard de Montfaucon.
Der nächste Fürstabt, Beda Angehrn, liess ab 1767 die Neue Pfalz errichten. In dieser Zeit war der Bregenzerwälder Johann Ferdinand Beer als Baumeister tätig. Auf Anordnung des Abtes legten ihm vier Mönche einen Akkordlohn vor, darunter Bruder Gabriel. Dieser lernte Beer als Polier kennen, der um 1760 am Riss für den Chor und die Ostfassade mitgewirkt hatte.
Beer beauftragte Gabriel Loser wiederum 1770 mit einer 117 Zentimeter hohen Madonna-Statue für die Kapelle Maria Einsiedeln in Straubenzell/Schönenwegen. Er schnitzte sie nach dem Vorbild der Einsiedler Gnadenkapelle. Auch den dortigen Altar, der um 1985 abgebrochen wurde, dürfte er 1773 mitentworfen haben. Der Auftraggeber der Kapelle, der Offizial P. Iso Walser, schrieb über Loser in einem lateinischen Bericht nach dessen Tod: «In gutem Greisenalter starb er tieffromm im Kloster St. Gallen, nachdem er während vielen Jahren eine Mehrzahl an Werken von Bauten, Orgeln und anderen Dingen zu unserem Nutzen verfertigt hatte.»